# Minnehaha-Eisfälle
Die Minnehaha-Eisfälle sind stark zerklüftete Gletscherbrüche im ostantarktischen Viktorialand. In der Gonville and Caius Range liegen sie an den steilen Westhängen des Mount England und bilden den südlichen Zufluss des New Glacier unmittelbar westlich von dessen Mündung in den Granite Harbour.
Die sogenannte Westgruppe um den australischen Geologen Thomas Griffith Taylor (1880–1963) kartierte sie bei der Terra-Nova-Expedition (1910–1913) des britischen Polarforschers Robert Falcon Scott. Die Benennung erfolgte auf Vorschlag des australischen Geologen Frank Debenham, eines weiteren Teilnehmers an der Forschungsreise. Namensgebend ist die legendäre indianische Frauenfigur Minnehaha aus dem epischen Gedicht Das Lied von Hiawatha des US-amerikanischen Schriftstellers Henry Wadsworth Longfellow aus dem Jahr 1855.